# گمینا کودرانب
گمینا کودرانب (به لهستانی:  Gmina Kodrąb) یک گمینا در لهستان است که در شهرستان رادومسکو واقع شده‌است. گمینا کودرانب ۱۰۵٫۷۹ کیلومتر مربع مساحت و ۴٬۷۳۲ نفر جمعیت دارد.